# Голландс-Діп
Голландс-Діп (нід. Hollands Diep, напис до 1947 року: Hollandsch Diep) — широка річка в Нідерландах і естуарій річок Рейн та Маас. Через Шельда-Рейн-канал з'єднується з річкою Шельда та Антверпеном.
Річки Амер і Ньїве-Мерведе зливаються поблизу Лаґе-Звалюве, утворюючи Голландс-Діп. Дордтсе-Кіл з'єднується з ним біля Мурдейку. Біля Нумансдорпа він розпадається на Гарінґвліт і Волькерак.